# Монокристалл
Монокристалл — отдельный кристалл, имеющий непрерывную кристаллическую решётку (в противоположность поликристаллу — телу из сросшихся кристаллов). Для монокристаллов характерна анизотропия физических свойств. Внешняя форма монокристалла обусловлена его атомно-кристаллической решёткой и условиями (в основном скоростью и однородностью) кристаллизации. Медленно выращенный монокристалл почти всегда приобретает хорошо выраженную естественную огранку, в неравновесных условиях (средняя скорость роста) кристаллизации огранка проявляется слабо. При ещё большей скорости кристаллизации вместо монокристалла образуются однородные поликристаллы и поликристаллические агрегаты, состоящие из множества различно ориентированных мелких монокристаллов. Примерами огранённых природных монокристаллов могут служить монокристаллы кварца, каменной соли, исландского шпата, алмаза, топаза. Большое промышленное значение имеют монокристаллы полупроводниковых и диэлектрических материалов, выращиваемые в специальных условиях. В частности, монокристаллы кремния и искусственных сплавов элементов III (третьей) группы с элементами V (пятой) группы таблицы Менделеева (например, GaAs — арсенид галлия) являются основой современной твердотельной электроники.
Монокристаллы металлов и их сплавов могут обладать повышенными прочностными свойствами и применяются в авиадвигателестроении.
Монокристаллы сверхчистых веществ обладают одинаковыми свойствами независимо от способа их получения.
Кристаллизация происходит вблизи температуры плавления (конденсации) из газообразного (например иней и снежинки), жидкого (наиболее часто) и твёрдого аморфного состояний с выделением тепла.
Кристаллизация из газа или жидкости обладает мощным очищающим механизмом: химический состав медленно выращенных монокристаллов практически идеален. Почти все загрязнения остаются (накапливаются) в жидкости или газе. Это происходит потому, что при росте кристаллической решётки происходит самопроизвольный подбор нужных атомов (молекул в случае молекулярных кристаллов) не только по их химическим свойствам (валентности), но и по размеру.
Современной технике уже не хватает небогатого набора свойств естественных кристаллов (особенно для создания полупроводниковых лазеров), и учёные придумали метод создания кристаллоподобных веществ с промежуточными свойствами путём выращивания чередующихся сверхтонких (единицы — десятки нанометров) слоёв кристаллов с похожими параметрами кристаллических решёток.